# Mark J. Smyth
Mark J. Smyth (* 4. April 1963 in Hobart, Tasmanien) ist ein australischer Immunologe am QIMR Berghofer Medical Research Institute im australischen Brisbane.
Smyth erwarb an der University of Melbourne 1984 einen Bachelor und 1988 einen Ph.D. in Pathologie. Als Postdoktorand beziehungsweise Forschungsmitarbeiter arbeitete er am Frederick Cancer Research and Development Center des National Cancer Institute in Frederick, Maryland, und am Austin Research Institute in Heidelberg, Victoria. Hier übernahm er ab 1994 eigene Forschungsgruppen und wurde 2000 gemeinsam mit Joseph Trapani Leiter des Programms für Krebsimmunologie am Peter MacCallum Cancer Centre in Melbourne. Von 1998 bis 2000 hatte er eine Professur an der Victoria University of Technology inne. Seit 2013 ist er am QIMR Berghofer Medical Research Institute in Brisbane.
Mark Smyth konnte wichtige Beiträge zur Aufklärung der Funktion des angeborenen und des erworbenen Immunsystems bei der Kontrolle von Krebserkrankungen leisten. So machte er wichtige Entdeckungen zur Expression und Regulation des Perforins, konnte neuartige Granzyme kloniere und die abtötende Wirkung von Granula auf Krebszellen umreißen und die natürliche Anti-Tumor-Wirkung von Tumor Necrosis Factor Related Apoptosis Inducing Ligand (TRAIL) aufklären. Außerdem zeigte er, dass der Verlauf einer Krebserkrankung durch die Selektion von Krebszellen geprägt sein kann, die sich dem Immunsystem entziehen (immunoediting), womit der Weg für die Entwicklung von Immun-Checkpoint-Inhibitoren gebahnt wurde. Weitere wichtige Beiträge behandeln die Funktion von NK-Zellen, T-Lymphozyten und von NKT-Zellen oder CD73, CD96 und CD155 als Zielmoleküle einer Krebsimmuntherapie.
Smyth gilt als meistzitierter Immunologe Australiens. Er hat (Stand September 2018) einen h-Index von 140.
Mark Smyth wurde der Fälschung wissenschaftlicher Daten über Förderanträge und Versuche am Menschen überführt und trat von seinem Amt zurück.

## Auszeichnungen (Auswahl)
- 2002 William B. Coley Award[14]
- 2004 Mitglied der Faculty of 1000[15]
- 2007 Charles Rodolphe Brupbacher Preis für Krebsforschung[16]
- 2017 Mitglied der Australian Academy of Science[17][18]